# Майор Игорь Гром
«Майо́р И́горь Гром» — серия российских комиксов о майоре полиции из Санкт-Петербурга Игоре Громе, вернувшемуся на службу после отставки. Публикуется российским издательским домом Bubble Comics с июля 2021 года по настоящее время. Основным автором всех выпусков выступил сценарист Евгений Еронин в соавторстве с другими сценаристами, ранее работавшими над комиксами про майора Грома: Алексеем Волковым, Романом Котковым, Алексеем Замским и Кириллом Кутузовым. Иллюстрации первых выпусков рисовал художник Олег Чудаков, более поздние — Алексей Ефремов и Дмитрий Феоктистов. Является продолжением предыдущих серий о приключениях полицейского: «Игоря Грома», выходившего с 2017 по 2021 год, и «Майора Грома», выходившего с 2012 по 2016 год.
Сюжет комикса рассказывает о приключениях питерского полицейского Игоря Грома после того, как он оправился от своих психологических травм, сумел очистить своё доброе имя и вернулся на службу. Пробыв долгое время вне полиции и не работая в следственных органах, Грому приходится заново учиться, как правильно работать и жить. Помимо этого, он обзаводится новым напарником — молодой и дерзкой, но смышлёной Айсой Улановой. Изначально, несмотря на все старания, у Грома с ней не завязываются отношения, однако вскоре двое полицейских находят общий язык и начинают действовать бок о бок. Вместе им и их друзьям предстоит раскрывать новые дела и бороться с преступностью и криминальным миром Петербурга.
В целом, комикс получил положительные отзывы от журналистов, обозревающих российскую комикс-индустрию. Рецензенты хвалили комикс за хорошо прописанные диалоги, а также приятный рисунок авторства Олега Чудакова и Натальи Заидовой. Положительных отзывов удостоилась и новая напарница Грома, Айса Уланова, которую называли очаровательной и обаятельной героиней. Также журналисты отмечали сходство между новым злодеем Фейком и старым архиврагом Игоря Грома, Чумным Доктором, а также что комикс вдохновлялся сюжетной структурой классических американских комиксов о супергероях. Журналисты сошлись во мнении, что первые выпуски «Майора Игоря Грома» представляют собой хороший старт новой серии.

## Сюжет
Сюжет комикса рассказывает о приключениях Игоря Грома после того, как он оправился от своих психологических травм, сумел очистить своё доброе имя и вернулся в полицию. Поскольку Дима Дубин, напарник Грома во времена службы, уже поднялся по званию, пока Гром не служил в полиции, начальник отдела Фёдор Прокопенко даёт Грому нового напарника — новичка Айсу Уланову, уже год работающую в следственных органах. Вместе с ней Грому и предстоит раскрывать новые дела и бороться с преступностью: они останавливают актёра-пьяницу в костюме Петра I, угнавшего карету с лошадью на Дворцовой площади. Несмотря на это, Гром замечает, что ему не удаётся найти общий язык с Улановой и начинает всячески стараться найти общие увлечения или интересы, но тщетно. В это же время в городе появляется новый злодей, именующий себя Фейком. Он взламывает сотовую связь по всему городу, обвиняет в этом полицию и убеждает горожан разрушать памятники в поисках спрятанных в них сокровищ. Как следствие, в Петербурге начинаются столкновения между горожанами и охраняющими памятники сотрудниками полиции, во время одного из которых у Прокопенко происходит сердечный приступ и он оказывается в больнице. Чтобы предотвратить эскалацию конфликта, Гром и Уланова выслеживают Фейка, однако в ходе схватки ему удаётся сбежать. В конечном итоге, Игорь и Айса находят взаимопонимание, после чего начинают работать более сплочённо, действуя бок о бок (сюжет «Фейк»).
Вскоре после этого, в водах Финского залива, в порту Севкабель, обнаруживают большую белую акулу (сюжет «Идеальный хищник»). Напарникам поручают усыпить акулу, чтобы переместить её в другое место. Во время ловли она внезапно погибает. Акулу решают вскрыть и обнаруживают в ней останки некоего Цзианя Ши, работающего на «Триаду» — китайскую мафию. В это же время на посту начальника отдела Прокопенко, который всё ещё находится на лечении, сменяет старый знакомый Грома, Егор Борисов. Он вручает Грому телефон с некоей программой собственной разработки, которая должна помочь полицейским, и отправляет их узнать, кто выпустил акулу в порт и убил Цзианя. С помощью информатора — младшего брата Айсы — герои узнают, что недавно «Триада» связалась с бизнесменом и экоактивистом Аскольдом Фишкиным. Он предложил «Триаде» использовать свой проект, океанариум «Мир Акул», как прикрытие для их преступной деятельности, попросив в обмен защиту и финансирование. В конечном счёте, Ши и Фишкин не сошлись во мнениях — они напали на Аскольда, после чего он убил их. Гром и Уланова решают прийти на открытие океанариума, чтобы арестовать Фишкина по обвинению в убийстве. В ходе задержания они узнают, что Аскольд каннибал и помешан на акулах, а также использует преступные организации как источник финансирования для своих проектов по сохранению вымирающих видов акул. Они сходятся в схватке со злодеем и с помощью программы Борисова задерживают Фишкина.

### Основные персонажи
- Майор Игорь Гром — протагонист серии. Вернувшийся на службу майор полиции, некогда ушедший из следственных органов после цепочки трагических событий, случившихся с ним, и пребывания в психиатрической лечебнице[1][2]. Отличается острым чувством справедливости и строго следует принципам морали, но порой бывает излишне агрессивным и прямолинейным. Имеет манеру решать сложные проблемы при помощи грубой силы, однако при необходимости способен действовать более аккуратно. Обладает развитым логическим мышлением, а также хорошей физической подготовкой[6].
- Айса Уланова — новая напарница Грома, помогающая ему в поимке преступников. Отличается развитой смекалкой и дерзким характером[1][2]. Ранее была успешной уличной гонщицей, однако после несчастного случая, едва не приведшего к её гибели, решает завязать со старой жизнью и начать работать в полиции Санкт-Петербурга. По национальности калмычка. Имеет семью, состоящую из младшего брата, связанного с преступным миром Питера, и отца, который с детства привил девушке любовь к машинам[4].
- Дмитрий Дубин — лучший друг Игоря Грома и его бывший напарник по службе. За время отсутствия Грома в полиции дослужился до старшего лейтенанта. Ныне работает отдельно от Грома со своим напарником Севой[1]. На выбор Димы Дубина работать в полиции повлияли фильмы и книги, повествующие о героических приключениях главного героя[6]. Ранее был наивен и неопытен, но, проработав в органах какое-то время, стал опытным и уверенным полицейским, растерявшим когда-то присущий ему идеализм[1].
- Ирина «Шарлотта» — загадочная подруга Игоря Грома, с которой у него завязываются отношения. Познакомился с ней после пребывания в психиатрической лечебнице, во времена отстранения от работы в следственных органах. Она делит себя на две «личности»: на девушку Ирину в обычной, повседневной жизни и альтер эго «Шарлотту» — под этим именем она известна в среде людей, увлекающихся готикой и оккультизмом[1]. Вероятно, владеет магическими способностями или по крайней мере обладает знаниями о них[7].
- Фейк — новый коллекционирующий маски злодей, с которым сталкивается Гром после возвращения на службу. «Мошенник будущего», он пытается посеять хаос в Петербурге, взломав сотовые вышки и отключив связь, а также обманом и манипуляциями стравив жителей города с представителями власти и полицией. Скрывает свою личность за маской-шлемом робота с дисплеем, отображающим эмоции злодея через смайлики. Хоть личность Фейка не известна, сам злодей хорошо осведомлён об Игоре Громе, о его личной жизни и прошлом полицейского[1][2][3].

## История создания

### Авторский состав
Основным автором серии выступил сценарист Евгений Еронин. До устройства в издательство он работал редактором и переводчиком, а попав в Bubble приложил руку к таким проектам, как полнометражный фильм «Майор Гром: Чумной Доктор» и мультсериал «Крутиксы». В разное время в качестве соавторов ему составляли компанию сценаристы, ранее работавшие над комиксами о приключениях майора Грома. Так, первые выпуски были написаны совместно с Алексеем Волковым, историком комиксов, переводчиком и сценаристом родом из Коврова, в работы которого входит комикс «Майор Гром: 1939», выполненный в стилистике американского «золотого века комиксов» и описывающий приключения Игоря Грома в сеттинге Советского Союза. После него компанию Еронину составляли главный редактор Bubble Comics Роман Котков, часто выступавший в качестве соавтора многих комиксов издательства, в том числе посвящённых майору Грому, а также белорусский сценарист Алексей Замский, автор серии «Игорь Гром». В данный момент Еронин работает совместно с Кириллом Кутузовым, успевшим в своё время написать спин-офф «Майор Гром: Как на войне», который вышел в рамках серии «Легенды Bubble» и рассказывал о молодых годах Игоря Грома, только вступившего на службу и пытающегося раскрыть самое ажиотажное преступление Петербурга.
Также, как и в случае со сценаристами, первые выпуски комикса рисовали художники, ранее занимавшиеся комиксами о майоре Громе. Основным художником первых двух сюжетов был Олег Чудаков, до этого рисовавший мини-серию «Майор Гром: Как на войне» Кирилла Кутузова. Позже к нему в качестве второго вспомогательного иллюстратора присоединилась художница Наталья Заидова, до этого рисовавшая серию «Игорь Гром» Алексея Замского; также она участвовала в создании образов новых персонажей. Анастасия Ким, хоть и не занималась иллюстрированием выпусков серии, тем не менее приняла участие в разработке новых героев, их образов и дизайнов. Впоследствии, по очереди, Олега Чудакова сменили другие иллюстраторы: Алексей Ефремов, рисовавший несколько выпусков второго тома «Бесобоя», и Дмитрий Феоктистов, работавший над одной из историй комикса-антологии «Злодеи» Bubble Comics.

### Дизайн персонажей

Концепт-арты Айсы Улановой и Фейка. Художник: Олег Чудаков

«Майор Игорь Гром» включает в себя не только старых основных персонажей из серии «Майор Гром», вроде главного протагониста Игоря Грома и его бывшего напарника Димы Дубина, но и некоторых персонажей, впервые появившихся в серии-продолжении «Игорь Гром», а также совершенно новых героев и злодеев. При этом характер самого майора Грома был несколько изменён: журналисты в своих обзорах на комикс отмечали, что полицейский ведёт себя глупее, чем его итерации из предыдущих комиксов или его новая напарница Айса. Создатели подметили, что такие изменения в его поведении были сделаны намеренно, чтобы продемонстрировать его неловкость в попытках вернутся к старой жизни. Был минимально обновлён и внешний вид персонажа: был убран фирменный шарф героя и добавлена новая куртка. Совершенно новым персонажем, введённым в серии, стала Айса Уланова — заменившая Диму Дубина напарница Грома. Первоначально героиня должна была носить имя Сарана, но в конечном итоге Роман Котков посоветовал найти другой вариант. Авторы решили сделать её не похожей по поведению на Дубина и Грома, изобразив её дерзкой девушкой с характером. Идея создать нового напарника Грома девушкой принадлежала Еронину, а Волков предложил сделать героиню калмычкой, чтобы подчеркнуть многонациональность России и сделать героиню отличной от привычного окружения Игоря Грома.
Первым злодеем, дебютировавшим в «Майоре Игоре Громе», стал некто под псевдонимом «Фейк». По словам главного редактора Bubble Романа Коткова, над его созданием работала чуть ли не целая команда из авторов, занимавшихся комиксами о Громе, в которую в том числе входил он сам и Анастасия Ким, сценаристка серии «Чумной Доктор», ранее рисовавшая серию «Майор Гром». В качестве основы для образа Фейка послужили биографии реальных людей — мошенников Виктора Петрика, Сергея Мавроди и Григория Грабового, — а также вымышленные персонажи Фантомас и Загадочник. В первых черновиках сценария фигурировало несколько злодеев-обманщиков, однако в итоге все они были «сплавлены» в одного персонажа. Образ антагониста второй сюжетной арки, Аскольда Фишкина, разрабатывался Олегом Чудаковым и Натальей Заидовой. Чудаков попробовал дать ему подвижный, гибкий и тощий внешний вид, однако это шло вразрез с первоначальной идеей о мощном, статном и величественном злодее, своеобразном «хищнике». Автором завершённого образа Фишкина стала Заидова, изобразившая его как мускулистого мужчину с седыми волосами, заточенными зубами и ирокезом, имитирующим плавник акулы. Работая над концептами персонажа, Заидова считала, что создаёт образ злодея для серии «Мир», а потому никак не сдерживала себя рамками реалистичности.

### Производственный процесс
Описывая концепцию «Майора Игоря Грома» Евгений Еронин назвал комикс «этаким мягким ребутом»: по замыслу сценаристов, они должны были поместить персонажа «в контекст первых 50 выпусков» и сделать комикс ближе по настроению к полнометражному фильму «Майор Гром: Чумной Доктор», при всём при этом учитывая события прошлых серий о питерском полицейском. Еронин назвал это сложной задачей. Алексей Волков признавался, что написание первого сюжета комикса, «Фейка», заняло у них порядка нескольких месяцев, а разработка комикса в целом до выпуска его первого номера — год. Также авторы долгое время размышляли над тем, как будет называться будущая серия. Изначально в планах было оставить прежнее название «Майор Гром», добавив к нему подзаголовок. Конечный вариант названия, «Майор Игорь Гром», был придуман Романом Котковым. Оно является комбинацией названий двух предыдущих серий, «Майор Гром» и «Игорь Гром», и по задумке Коткова должно отражать влияние событий этих двух комиксов на характер главного героя в новом произведении. Помимо этого, при написании сценария авторы хотели, чтобы комикс можно было удобно читать отдельными сюжетами, даже если читатель не ознакомлен с предыдущими.
15 сентября 2021 года Bubble Comics объявили о поиске людей, чьи образы станут прототипами для новых героев «Майора Игоря Грома». Издательство опубликовало вакансию в сервисе «VK Работа», где среди требований к соискателям перечислила обладание яркими чертами лица, интересную биографию, про которую человек должен был рассказать о ней в небольшом письме, любовь к комиксам. От разыскиваемого человека также требовалось быть представителем рабочей профессии, при этом пол и место проживания не имели значения. Образ будущего персонажа будет построен на характере и внешности кандидата, при этом иллюстраторы продумают образ самостоятельно: человек может стать как героем, так и злодеем, а также получить сверхспособности. Комикс с участием таких персонажей планировался к выпуску в начале 2022 года. Итоги отбора были оглашены в декабре 2021. Из более 1500 пришедших компании резюме, было отобрано двое человек: 26-летняя почтальонка Полина Русская родом из города Большой Камень Приморского края, а также 28-летний Александр Черноусов родом из Новороссийска, пиротехник, выступающий в фаер-шоу. Они стали частью сюжета «Улыбка висельника», продлившегося с 9 по 12 выпуски.

### Издание

Обложка комикса «Прокопенко». Художник: Мадибек Мусабеков

После закрытия линеек, входящих в состав мягкого перезапуска «Второе дыхание», серию-продолжение получил только комикс о майоре Игоре Громе. До этого, о питерском полицейском выходил комикс «Игорь Гром», а до него «Майор Гром». В итоге, на замену «Игорю Грому», который закончился 29 марта 2021 года на 50 выпуске, стал выпускаться комикс «Майор Игорь Гром». Официальный анонс комикса-продолжения состоялся на последних страницах 50 номера комикса «Игорь Гром». Изначально выход пилотного выпуска должен был состоятся в июне 2021 года в рамках фестиваля поп-культуры Epic Con Russia, однако из-за отмены фестиваля выход комикса был перенесён на начало июля. Как и другие серии Bubble, вышедшие после перехода издательства на цифровой релиз синглов (единичных выпусков), «Майор Игорь Гром» получил печатную версию своего дебютного номера, а также дополнительный тираж с альтернативными обложками. Дебютный выпуск также вышел увеличенным по объёму страниц: если в обычном выпуске, издаваемом через цифровую дистрибуцию, их 26, то первый выпуск «Майора Игоря Грома» состоял из 52.
В 2021 году вышел первый том комикса, собравший в себе первые четыре выпуска. Впоследствии другие номера также выходили в составе сборников. Каждый том получал допечатку с альтернативной обложкой. Помимо самих комиксов в издания были включены дополнительные материалы: комментарии создателей, скетчи и зарисовки персонажей, локаций, эскизы обложек и их неиспользованные варианты. Помимо этого вышел спецвыпуск под названием «Прокопенко. Гром на восходе», написанный сценаристом Кириллом Кутузовым и нарисованный художником Евгением Борняковым, главным героем которого стал одноимённый начальник Игоря Грома. Официально спецвыпуск был анонсирован и одновременно выпущен на фестивале Bubble Comics Con в декабре 2021 года, сразу в нескольких обложках: основной, авторства казахстанского художника Мадибека Мусабекова и двух вариативных, одна из которых была нарисована художницей Ириной Ивановой. 25 декабря состоялась автограф-сессия, посвящённая спецвыпуску. Помимо авторов комикса Кутузова и Борнякова в ней также принял участие исполнитель роли Прокопенко в фильме «Майор Гром: Чумной Доктор» актёр Алексей Маклаков.

## Восприятие
Обозревательница сайта GeekCity.ru Лилия Морошкина положительно отозвалась о первом и втором выпусках комикса. По мнению Морошкиной, серия «Майор Игорь Гром» будет легка в освоении новыми читателями, не знакомыми с предыдущими произведениями о Игоре Громе. Она отметила, что по ощущениям общая подача сюжета гораздо ближе к классическому «Майору Грому», чем к «Игорю Грому» Замского, что для неё стало однозначным плюсом. Также она похвалила героиню Айсу Уланову, назвав её «очаровательной». Её коллега по сайту Никита Гмыза заметил, что продолжать какое-либо произведение, начатое другими авторами, «всегда сложно». Он назвал новую серию мягким перезапуском, или «софт-ребутом», а также отметил свойственное для долгих историй, переходящих от одних авторов к другим, изменение персонажа: Гром, которому прежде не была свойственна глуповатость, уступает умом Айсе. Он сравнил нового злодея, Фейка, с архиврагом Игоря Грома, Чумным Доктором. В целом, он положительно отнёсся к первым выпускам, похвалив рисунок и диалоги, подытожив, что комикс «в целом читается приятно».
Журналист Сергей Афонин, также представляющий GeekCity.ru, как и свои коллеги положительно отозвался о «Майоре Игоре Громе», хоть и посчитал, что «резкий скачок от депрессивного онгоинга обратно к динамичному приключению не выглядит особо естественно». Как и Морошкина, Афонин остался очень доволен новым персонажем Айсой Улановой, отметив её обаяние, и, как и Гмыза, заметил сходство между Фейком и Чумным Доктором. По итогу, Сергей назвал первые выпуски «бодрым стартом» новой серии о Громе. Более сдержанную оценку дал Павел Мезенцев, выразивший опасения, что  новая серия приключений питерского полицейского может оказаться блеклой копией предыдущих двух. Несмотря на это, он назвал комикс хорошим, но посчитал, что в будущем может наступить момент, «когда ты смотришь на пройдённый путь и говоришь – „надо было остановиться“».
Давид Пириянц, в своём обзоре на второй сюжет «Майора Игоря Грома» под названием «Идеальный хищник», остался доволен комиксом. Он отметил, что по настроению он приближен к фильму «Майор Гром: Чумной Доктор». По мнению Пириянца, комикс продолжает интриговать читателя, при этом оставаясь простым и понятным «блокбастером», сосредоточенным на взаимоотношениях героев и их противостоянию «злодею недели». Давид остался доволен иллюстрациями Олега Чудакова и Натальи Завидовой, отдельно отметив обложку к третьему номеру «Идеального хищника», назвав её лучшей на тот момент обложкой серии. Критик также посчитал, что в «Майоре Игоре Громе» задействована структура приключенческих комиксов о Человеке-пауке и Бэтмене, что выражается в «стабильно» хорошем и интересном сюжете, который при этом довольно предсказуем. В конце рецензии он посоветовал ознакомится с «Майором Игорем Громом» всем любителям классических американских приключенческих комиксов.
Помимо этого, «Майор Игорь Гром» был номинирован на премию «Русский Детектив» в категории «Лучший комикс/графический роман»: вместе с комиксом о Игоре Громе в шорт-листе оказались «Холмс. Прощай Бейкер-стрит. Кровные узы» Люка Бруншвига и манга «Beastars. Выдающиеся звери. Том 1» Пару Итагаки. Также порталом ComicsBoom! «Майор Игорь Гром» был назван одним из главных и лучших комиксов июня 2021 года, наряду с такими произведениями, как «Могучий Тор: Смерть Могучего Тора» Джейсона Аарана и «Бэтмен: Проклятие Белого рыцаря» Шона Мерфи.

### Коллекционные издания
- Майор Игорь Гром. Том 1. Фейк. — М.: Bubble Comics, Октябрь 2021. — Т. 1 (№ 1—4). — 176 с. — (Майор Игорь Гром). — 9000 экз. — ISBN 978-5-6046885-1-9.
- Майор Игорь Гром. Том 2. Идеальный хищник. — М.: Bubble Comics, Апрель 2022. — Т. 2 (№ 5—8). — 160 с. — (Майор Игорь Гром). — 2000 экз. — ISBN 978-5-907553-11-8.
- Майор Игорь Гром. Том 3. Улыбка Висельника. — М.: Bubble Comics, 2022. — Т. 3 (Номер 9–12). — 116 с. — (Майор Игорь Гром). — 2400 экз.
- Майор Игорь Гром. Том 4. Где-то под Питером. — Bubble Comics, 2023. — Т. 4 (Номер 13–16). — (Майор Игорь Гром).
- Майор Игорь Гром. Том 5. Отпуск. — Bubble Comics, 2023. — Т. 5 (Номер 17–20). — (Майор Игорь Гром).
- Майор Игорь Гром. Том 6. Правда. — Bubble Comics, 2023. — Т. 6 (Номер 21–25). — (Майор Игорь Гром).
- Майор Игорь Гром. Закон подлости. — Bubble Comics, 2023. — (Майор Игорь Гром).
- Майор Игорь Гром. Том 7. Насмерть. — Bubble Comics, 2024. — Т. 7 (Номер 26–29). — (Майор Игорь Гром).
- Майор Игорь Гром. Том 8. Обвинение. — Bubble Comics, 2024. — Т. 8 (Номер 30–33). — (Майор Игорь Гром).
- Майор Игорь Гром. Том 9. Против всех. — Bubble Comics, 2024. — Т. 9 (Номер 34–38). — (Майор Игорь Гром).